# Campionati del mondo di ciclismo indoor
I Campionati del mondo di ciclismo indoor UCI (in inglese UCI Indoor Cycling World Championships) sono uno dei campionati del mondo UCI ed assegnano il titolo di Campione del mondo nelle diverse categorie del ciclismo artistico e del ciclopalla. Sono organizzati dall'Unione Ciclistica Internazionale (UCI).
Al 2011 i titoli assegnati sono sei, singolo uomini e donne, doppio e quattro donne, doppio Elite e ciclopalla maschile.

## Campioni in carica
| Specialità     | Campioni del mondo 2012              |
| -------------- | ------------------------------------ |
| Singolo uomini | David Schnabel                       |
| Singolo donne  | Corinna Hein                         |
| Quattro donne  | Gülich, Mauermaier, Posch, Strassner |
| Doppio donne   | Schultheis, Sprinkmeier              |
| Doppio Elite   | B. Bassmann, L. Bassmann             |
| Ciclopalla     | Schneider, Planzer                   |

## Albo d'oro
I Campionati assegnano i titoli di campione del mondo per ciascuna delle categorie del ciclismo artistico e della ciclopalla:
- Ciclismo artistico

Singolo maschile (dal 1959)
Singolo femminile (dal 1970)
Doppio femminile (dal 1986)
Quattro femminile (dal 2005)
Doppio Elite (dal 2008)
Sei maschile (dal 1972 al 1981)
Doppio maschile (dal 1986 al 2007)
- Ciclopalla

Ciclopalla maschile (dal 1930)

## Edizioni
| Anno | Nazione        | Città           |
| ---- | -------------- | --------------- |
| 1956 | Danimarca      | Copenaghen      |
| 1957 | Belgio         | Liegi           |
| 1958 | Germania Est   | Karl-Marx-Stadt |
| 1959 | Germania Ovest | Stoccarda       |
| 1960 | Francia        | Mulhouse        |
| 1961 | Svizzera       | San Gallo       |
| 1962 | Austria        | Vienna          |
| 1963 | Svizzera       | Basilea         |
| 1964 | Danimarca      | Copenaghen      |
| 1965 | Cecoslovacchia | Praga           |
| 1966 | Germania Ovest | Colonia         |
| 1967 | Svizzera       | Baden           |
| 1968 | Germania Ovest | Kassel          |
| 1969 | Germania Est   | Erfurt          |
| 1970 | Cecoslovacchia | Ostrava         |
| 1971 | Svizzera       | Baden           |
| 1972 | Germania Ovest | Offenburg       |
| 1973 | Austria        | Vienna          |
| 1974 | Paesi Bassi    | Heerlen         |
| 1975 | Belgio         | Gand            |

| Anno | Nazione        | Città        |
| ---- | -------------- | ------------ |
| 1976 | Germania Ovest | Münster      |
| 1977 | Cecoslovacchia | Brno         |
| 1978 | Danimarca      | Herning      |
| 1979 | Francia        | Schiltigheim |
| 1980 | Svizzera       | Rheinfelden  |
| 1981 | Paesi Bassi    | Heerlen      |
| 1982 | Germania Ovest | Wiesbaden    |
| 1983 | Austria        | Vienna       |
| 1984 | Francia        | Schiltigheim |
| 1985 | Svizzera       | San Gallo    |
| 1986 | Belgio         | Genk         |
| 1987 | Danimarca      | Herning      |
| 1988 | Germania Ovest | Ludwigshafen |
| 1989 | Paesi Bassi    | Heerlen      |
| 1990 | Austria        | Bregenz      |
| 1991 | Cecoslovacchia | Brno         |
| 1992 | Svizzera       | Zurigo       |
| 1993 | Cina           | Hong Kong    |
| 1994 | Germania       | Saarbrücken  |
| 1995 | Francia        | Épinal       |

| Anno | Nazione    | Città                 |
| ---- | ---------- | --------------------- |
| 1996 | Malaysia   | Johor Bahru           |
| 1997 | Svizzera   | Winterthur            |
| 1998 | Rep. Ceca  | Přerov                |
| 1999 | Portogallo | Madera                |
| 2000 | Germania   | Böblingen             |
| 2001 | Giappone   | Kaseda                |
| 2002 | Austria    | Dornbirn              |
| 2003 | Francia    | Schiltigheim          |
| 2004 | Ungheria   | Tata                  |
| 2005 | Germania   | Friburgo in Brisgovia |
| 2006 | Germania   | Chemnitz              |
| 2007 | Svizzera   | Winterthur            |
| 2008 | Austria    | Dornbirn              |
| 2009 | Portogallo | Tavira                |
| 2010 | Germania   | Stoccarda             |
| 2011 | Giappone   | Kagoshima             |
| 2012 | Germania   | Aschaffenburg         |
| 2013 | Svizzera   | Basilea               |
| 2014 | Rep. Ceca  | Brno                  |
| 2015 | Malaysia   | Johor                 |
| 2016 | Germania   | Stoccarda             |
| 2017 | Austria    | Dornbirn              |
| 2018 | Belgio     | Liegi                 |
| 2019 | Svizzera   | Basilea               |
| 2021 | Germania   | Stoccarda             |
| 2022 | Belgio     | Gand                  |
| 2023 | Scozia     | Glasgow               |